# Seguenzioidea
Seguenzioidea là một siêu họ ốc biển kích thước trung bình-nhỏ, là động vật thân mềm chân bụng sống ở biển.

## Phân loại

### 2005 taxonomy
(Các họ chỉ có hóa thạch được đánh dấu †)

### Phân loại 2007-2009
Kano et al. (2009) đã nâng phân họ Calliotropinae thành họ Calliotropidae và phân họ Cataeginae thành họ Cataegidae.
Siêu họ Seguenzioidea gồm bốn họ:
- Họ Calliotropidae
- Họ Cataegidae
- Họ Chilodontidae
- Họ Seguenziidae
- Không được đưa vào một họ:
  - Chi Adeuomphalus Seguenza, 1876 [3]
  - Chi Ventsia Warén & Bouchet, 1993

## Hình ảnh

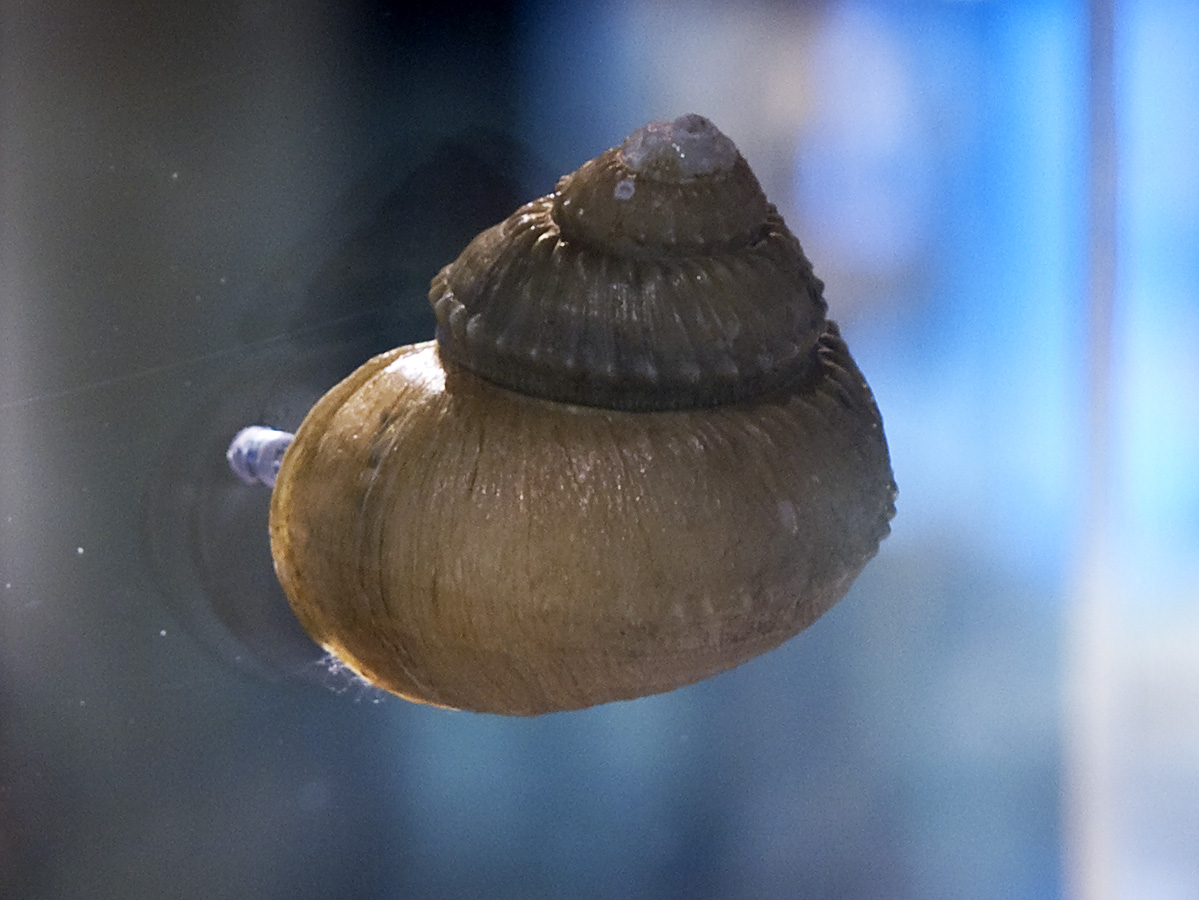